# Ren Yu
Ren Yu ou Jen Yu (任預) est un peintre chinois du XIXe siècle. Il est né en 1853 et mort en 1901.

## Biographie
Ren Yu est un peintre de figures, d'animaux, et de paysages.
Ren Yu est l'un des quatre Ren (Ren Xiong, Ren Xun, Ren Yi et lui-même). Ils sont tous quatre très actif à Shanghai. Quoique étant le plus jeune des quatre, il reste néanmoins le moins connu.